# جويل بسمان
جويل بسمان (بالإنجليزية: Joel Basman)‏ (و. 1990 – م) هو ممثل، وممثل مسرحي، وممثل أفلام من سويسرا . ولد في زيورخ .

## التعليم
تعلم في European Film Actor School ‏

## أفلام
- بابيلون (2017).

## روابط خارجية
- جويل بسمان على موقع IMDb (الإنجليزية)
- جويل بسمان على موقع مونزينجر (الألمانية)
- جويل بسمان على موقع قاعدة بيانات الأفلام العربية
- جويل بسمان على موقع ألو سيني (الفرنسية)
- جويل بسمان على موقع أول موفي (الإنجليزية)
- جويل بسمان على موقع قاعدة بيانات الفيلم (الإنجليزية)
- جويل بسمان على موقع كينوبويسك (الروسية)